# Lentamente (Irama)
Lentamente è un singolo del cantautore italiano Irama, pubblicato il 12 febbraio 2025.
Il brano è stato presentato in gara durante la 75ª edizione del Festival di Sanremo, dove si è classificato al nono posto al termine della manifestazione.

## Antefatti e descrizione
Il brano è scritto da Riccardo Fabbriconi, in arte Blanco, Giuseppe Colonnelli e Michele Zocca, in arte Michelangelo, il quale ha anche curato la produzione. Esso, avendo segnato la sesta partecipazione dell'artista al Festival di Sanremo, è stato descritto in una breve intervista in conferenza stampa:

## Promozione
Dopo la conferma del cantautore tra i big in gara al Festival di Sanremo 2025, annunciata da Carlo Conti al TG1 il 1º dicembre 2024, il titolo del brano è stato rivelato il 18 dicembre nel corso della finale della diciottesima edizione del concorso canoro Sanremo Giovani.

## Video musicale
Il video musicale, diretto da Francesco Lorusso e x Broga's e girato a Villastellone, è stato pubblicato in concomitanza all'uscita del brano attraverso il canale YouTube del cantautore. Nel video l'artista partecipa alla guerra indossando un'armatura metallica e intorno a lui ci sono decine di guerrieri e vede la partecipazione dell'attrice italiana Nina Malara.

## Tracce
Testi di Filippo Maria Fanti, Riccardo Fabbriconi, Giuseppe Colonnelli e Michele Zocca, musiche di Riccardo Fabbriconi e Michele Zocca, eccetto dove indicato.
Download digitale, streaming
1. Lentamente – 3:26

7"
- Lato A

1. Lentamente

- Lato B

1. Galassie

## Formazione
- Irama – voce
- Michele "Michelangelo" Zocca – programmazione, produzione

## Classifiche
| Classifica (2025) | Posizione massima |
| ----------------- | ----------------- |
| Italia            | 12                |
| Svizzera          | 57                |

## Date di pubblicazione
| Paese  | Data             | Formato                      | Etichetta          | Nota   |
| ------ | ---------------- | ---------------------------- | ------------------ | ------ |
| Mondo  | 12 febbraio 2025 | Download digitale, streaming | Warner Music Italy | [ 21 ] |
| Italia | 12 febbraio 2025 | Contemporary hit radio       | Warner Music Italy | [ 4 ]  |
| Italia | 14 febbraio 2025 | 7"                           | Warner Music Italy | [ 22 ] |